# Firebeatz
Firebeatz – holenderska grupa muzyczna powstała w 2008 roku w Amsterdamie, składająca się z DJ-ów Tim’a Smulders’a i Jurre’a van Doeselaar’a.

## Single
- 2008: Firebeatz – Speak Up (Radio Edit) [Big & Dirty (Be Yourself Music)]
- 2008: Firebeatz & Mell Tierra – Ready To Go EP [Masal (Azucar)]
- 2009: Firebeatz, Mell Tierra feat. Stanford – Hit The Dust [Made In NL (Spinnin)]
- 2009: Firebeatz & Apster – Skandelous [Made In NL (Spinnin)]
- 2010: Firebeatz – 2 Time’s The Charm / Magic People [Blackbird Records]
- 2010: Firebeatz, Joeysuki – Echobird
- 2010: Firebeatz – Beatboxa / Look Behind The Obvious [Big & Dirty (Be Yourself Music)]
- 2010: Apster & Firebeatz – Cencerro [Samsobeats Records]
- 2010: JoeySuki, Firebeatz – Hidden Sound [Radikal Rhythm Records]
- 2010: Firebeatz – Punk! [Blackbird Records]
- 2010: Firebeatz feat Greg Van Bueren – Zunga Zunga [Hardsoul Pressings]
- 2010: Nicky Romero & Firebeatz – Seventy Two / Ambifi [Spinnin Deep (Spinnin)]
- 2010: Firebeatz & JoeySuki feat. Max C – Hidden Sound (This Beat Is Got Me) [Radikal Rhythm Records]
- 2011: Firebeatz – It’s Like That 2011 [Sneakerz MUZIK]
- 2011: Firebeatz & JoeySuki feat. Benjmin – Tell Me [Radikal Rhythm Records]
- 2011: Firebeatz – 4 Real Life EP [Nervous Records]
- 2011: Stuart Vs. Firebeatz – Free, Let It Be [Cloud 9 Dance]
- 2011: Firebeatz – It’s Like That 2011 (The Remixes) [Sneakerz MUZIK]
- 2011: Firebeatz – Where Brooklyn At / Wise Up [Size Records]
- 2011: Firebeatz – Knock Out [Sneakerz MUZIK]
- 2011: Chocolate Puma & Firebeatz – Go Bang! [Pssst Music]
- 2011: Firebeatz – It’s Like That 2011 [Tiger Records]
- 2011: Firebeatz – Funky Shit [Spinnin Records]
- 2012: Firebeatz – Where’s Your Head At [Spinnin Records]
- 2012: Firebeatz – Miniman [Spinnin Records]
- 2012: Firebeatz & Joeysuki – Reckless [Spinnin Records]
- 2012: Chocolate Puma & Firebeatz – Just One More Time Baby [Spinnin Records]
- 2012: Ron Carroll, Alex Kenji – Good Time (Firebeatz Remix) [Spinnin Records]
- 2012: Firebeatz & Schella – Dear New York [Spinnin Records]
- 2012: Firebeatz – Here We F_cking Go [Revealed Recordings]
- 2012: Firebeatz – Disque [Spinnin Records]
- 2013: Firebeatz – Gangster [Spinnin Records]
- 2013: Firebeatz – YEAHHH [Fly Eye Records]
- 2013: Firebeatz & Bobby Burns – Ding Dong [Musical Freedom]
- 2013: Firebeatz – Wonderful [Spinnin Records]
- 2013: Chocolate Puma & Firebeatz – Sausage Fest [Spinnin Records]
- 2013: Firebeatz & Schella – Wicked [Spinnin Records]
- 2013: Firebeatz – Max Ammo [DOORN (Spinnin)]
- 2014: DubVision & Firebeatz – Rockin [Spinnin Records]
- 2014: Martin Garrix & Firebeatz – Helicopter [Spinnin Records]
- 2014: Sander van Doorn & Firebeatz – Guitar Track [Doorn Records]
- 2014: Firebeatz – Bazooka [Spinnin Records]
- 2014: Tiësto & Firebeatz feat. Ladyhawke – Last Train
- 2014: Firebeatz – Bombaclat [Free Download]
- 2014: Firebeatz & KSHMR feat. Luciana – No Heroes [Spinnin Records]
- 2014: Firebeatz & Schella – Switch [Spinnin Records]
- 2014: Rune RK – Calabria (Firebeatz Remix) [Musical Freedom]
- 2014: Chocolate Puma & Firebeatz – I Can’t Understand [Spinnin’ Records]
- 2014: Firebeatz – Arsonist [Spinnin’ Records]
- 2015: Sander van Doorn, Firebeatz, Julian Jordan – Rage [DOORN (Spinnin’)]
- 2015: Firebeatz – Darkside [Spinnin’ Records]
- 2015: Firebeatz & DubVision ft. Ruby Prophet – Invincible [Spinnin’ Records]
- 2015: Firebeatz – Samir’s Theme [Spinnin’ Records]
- 2015: Firebeatz – Go [Spinnin’ Records]
- 2015: Firebeatz & Apster ft. Spree Wilson – Ghostchild [Spinnin’ Premium]
- 2015: Firebeatz – Tornado [Musical Freedom]
- 2015: Firebeatz & Jay Hardway – Home [Spinnin’ Records]